# Shintanis enhetssats
Inom matematiken är Shintanis enhetssats, introducerad av Shintani (1976, proposition 4), en förfining av Dirichlets enhetssats som säger att för en delgrupp av ändligt index av de totalt positiva enheterna av en talkropp ges fundamentaldomänen av en rationell polyhedral kon i Minkowskirummet av kroppen (Neukirch 1999, p. 507).